# 劉麗川

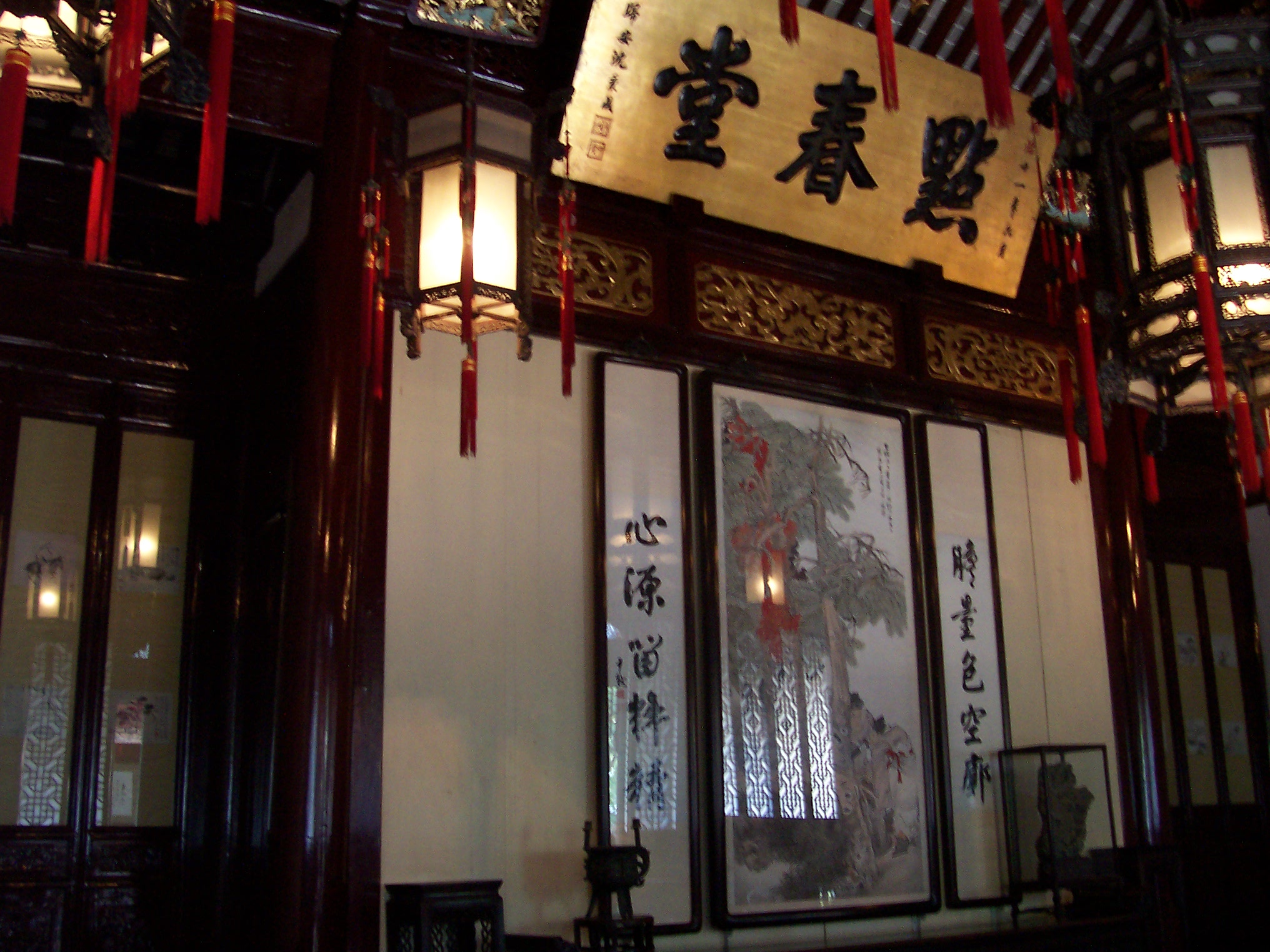
上海豫园点春堂，小刀会起义的指挥所

劉麗川（1820年—1855年）原籍廣東香山縣溪角鄉（在今中山市）人，至上海經商多年，抗清組織「小刀會」上海地區的首腦。劉於1855年2月中彈身亡；惟小刀會抗清行動，仍持續至1862年。

## 生平
農民出身，自幼習武的富家子弟；通英語，知接骨醫術，曾經是茶葉行及絲綢店店員。1845年於香港參加洪門組織三合會、同年英屬香港響應清廷建議取締三合會。在1849年到上海經商。組織及成立廣肇會館，集結廣東人在上海的勢力。
咸豐三年（1853年）八月初五上午10時，於上海縣城北門外，聯合青浦天地會頭目周立春，嘉定天地會徐耀，福建天地會陳阿林，上海青浦人周秀英，聚眾持械兩千人（半數是在上海廣東人）成功破刑場，劫出因教案而被判死刑的囚犯、小刀會前頭目潘啟祥。同時攻佔上海縣城衙門，殺死上海知縣袁祖德，釋放獄囚，活捉上海道兼海關監督吳健彰（吳在美國美南浸信會傳教士晏瑪太交涉援助後，戲劇性夜半攀城牆逃出）。劉自稱“大明國統領政教招討大元帥”，成為上海小刀會實際上的頭目。隨即上海小刀會攻佔青浦、寶山、南匯、川沙廳，隊伍擴增至萬人。
十月初，吳健彰率清軍在英軍協助下，自陸、海兩路圍攻上海，劉麗川派出潘啟祥至天京向洪秀全求派援軍支援，洪竟以「不與拜偶像之不同教白蓮教合作」拒絕派援，太平天國失去第一次攻佔上海的機會。

## 陣亡
咸丰四年六月庚辰，清廷以许乃钊督师上海，日久无功，改授吉尔杭阿为江苏巡抚，“著即督率各路兵勇，迅速筹攻，务将沪城克期收复。”江蘇巡抚吉爾杭阿令總兵虎嵩林、参將（准將）富安、守備向奎等領兵發動水陸進攻上海縣城；林阿福率众分裂出走，嘉应帮富商李少卿投敌。同年冬十二月廿九日，踞守在上海縣城的小刀會遭到圍攻：除夕當天江寧知府劉存厚令清軍於縣城牆底埋炸藥，轟塌上海縣城牆二十餘丈；咸豐五年正月初一日清軍自此缺口湧入城內，與小刀會展開巷戰，逮捕小刀會頭目謝安邦、陳芝，惟存劉麗川率死黨奮力逃出上海縣，虎嵩林領軍追之，至虹橋追至劉予以格斃，刘于井边中流弹陣亡。